# Абу Бакр ибн Афлах
Абу Бакр ибн Афлах (араб. أبو بكر بن أفلح‎) — четвёртый имам ибадитов Магриба из династии Рустамидов в 872—874 годах.

## Биография
Был сыном Афлаха ибн Абд аль-Ваххаба, в 872 году наследовал отцу после его 50-летнего правления. В период его правления фактически государством правил один из приближённых чиновников Мухаммад ибн Арафа, который притеснял своих подданных. Недовольство его действиями привело к восстанию берберского племени нафуси.
Ибн Арафа был убит по приказу Абу Бакра, который затем отрёкся от престола в пользу младшего брата Мухаммад Абуль-Йакзана ибн Афлаха.